# Chocolaterie Abtey
Pour les articles homonymes, voir Abtey.
 (mai 2017).
La Chocolaterie Abtey est une entreprise familiale alsacienne. Créée en 1946, l'entreprise est aujourd'hui présente dans la grande distribution,,.
Elle est le leader français sur le marché des chocolats liqueurs, notamment avec sa spécialité : les chocolats liqueurs sans cristallisation de sucre, développés depuis 1961 selon une recette précise.

## Historique
Henry Abtey est fils d’un maître pâtissier et son épouse Amélie est modiste. Le 13 septembre 1946, ils fondent tous deux leur entreprise de confiserie-chocolaterie, d’abord dans la cave de leur maison. Ils s'installent ensuite dans un petit local à Mulhouse, en Alsace. Depuis, la petite chocolaterie de quartier s'est développée.
En 1961 la chocolaterie Abtey lance les chocolats fourrés à la liqueur sans cristallisation de sucre. En 1974 le couple Abtey fait construire une nouvelle usine de 3 000 m2 à Heimsbrunn, à la périphérie de Mulhouse et en 1986, Odette Abtey succède à ses parents.
L’usine s’agrandit en 1994 pour atteindre une surface totale de 7 500 m2 et Odette Abtey lance l'entreprise dans la grande distribution. En 2010, Anne-Catherine Wagner-Abtey, petite-fille des fondateurs, reprend la chocolaterie à la suite de sa mère. L'entreprise compte alors une centaine de salariés complétés par une centaine de saisonniers en période de forte demande. La production est portée à 1 500 tonnes de chocolats par an et le chiffre d’affaires global se monte à 14 millions d’euros. En 2019, l'entreprise affiche un chiffre d'affaires de 17 millions d'euros.

## Les chocolats

### Conception
Le chocolat est livré déjà fait puis transformé sur place. Les emballages des produits sont imaginés par l'équipe marketing de l'entreprise.

### Spécialités
La recette du chocolat, élaborée par Henri Abtey, est restée la même, avec un cacao en provenance de Côte d'Ivoire.
La chocolaterie Abtey est le leader français des chocolats liqueurs. Les chocolats liqueurs sans cristallisation de sucre ont été créés en 1961.
La production de chocolat se fait en plusieurs phases : la transformation du produit, puis son conditionnement. La décoration des moulages est réalisée à la main.
Depuis 2016, la chocolaterie Abtey effectue de l’impression numérique avec du beurre de cacao coloré imprimé sur le chocolat. Le chocolat coule dans le moule à une température de 29 °C. Le dessin se fixe ensuite lors du refroidissement, qui se fait par paliers jusqu’à atteindre 6 °C.

### Machines
La chocolaterie Abtey réactualise ses machines. Elle utilise notamment des doseuses et des badigeonneuses automatiques.

## Communication et exportation
La chocolaterie Abtey a de nombreux partenaires régionaux. Elle adhère à l’ARIA Alsace, une association régionale d’entreprises agro-alimentaires. Elle est également partenaire du Marché de l’Oncle Hansi, un groupement de marques alsaciennes.[réf. nécessaire] Enfin, elle siège au conseil d’administration du Syndicat français du chocolat.
Abtey commercialise aussi ses produits dans son magasin propre attenant à l'usine. Rénovée en 2014, celle-ci donne un aperçu des ateliers de production aux visiteurs à travers des baies vitrées,.
Aujourd’hui[Quand ?], la marque Abtey est présente à travers plus de quarante-deux pays du monde. 28 % de son activité est exportée : vers la Russie, la Chine, le Japon, mais aussi au Canada ou encore en Belgique[réf. nécessaire]. Chaque année, la chocolaterie participe à l’ISM de Cologne, le salon international de la confiserie.
La chocolaterie met en avant la fabrication française de ses produits. En effet, la majorité de la production est dédiée à la grande distribution et l’export, pour Noël (avec une collection centrée sur les chocolats liqueurs) et pour Pâques (avec une collection centrée sur les moulages en chocolats).[réf. nécessaire]

## Distinction
- Certificat BRC (British Retailer Consortium), note A[14].